# Крайние меры (фильм, 1988)
«Крайние меры» (англ. Final Reprisal) — эксплуатационное кино, warsploitation.

## Сюжет
Трое американских солдат отправляются во Вьетнам. Во время проведения боевой операции, один из них, Дэвид Каллахан (Гэри Дэниелс), получает ранение и попадает в плен. Вскоре Дэвида освобождают из плена его друзья-сослуживцы — Чарли (Джим Гейнс) и Дуглас Андерсон (Дэвид Лайт). Дэвида отправляют в больницу. Солдат собирается с силами, изучает боевые искусства и отправляется отомстить обидчикам.

## В ролях
| Актёр        | Роль                  |
| ------------ | --------------------- |
| Гэри Дэниелс | солдат Дэвид Каллахан |
| Джим Гейнс   | Чарльз Мёрфи          |